# Oguri Jūkichi
Oguri Jūkichi (小栗重吉 Tiểu Lật Trùng Cát, 1785–1853) là một trong những người Nhật đầu tiên nổi tiếng vì đã đến tận khu vực ngày nay là California. Ông và thủy thủ đoàn mười bốn người của mình, đi đến Edo, đang đi ra khơi bờ biển Nhật Bản vào năm 1813 khi con tàu Tokujomaru của họ bị vô hiệu hóa trong một cơn bão. Con tàu trôi nổi trên Thái Bình Dương cho đến khi Oguri và hai thành viên thủy thủ đoàn còn sống sót được một tàu Mỹ cứu thoát khỏi bờ biển California ở gần Santa Barbara vào năm 1815.